# Ничия земя
Ничия земя е земя, която не принадлежи на никого или е обект на спор между страни, никоя от които не иска да поеме контрол над нея поради страх или несигурност.
Първоначално понятието се използва за оспорвани територии или сметища за отпадъци между феодални владения.
В днешно време терминът най-често е свързван с Първата световна война за описване на територията между две вражески траншейни системи, която никоя от страните не иска да премине или превземе от страх, че ще бъде жестоко атакувана от врага.
В преносен смисъл може да означава неяснота или неопределена област по отношение на дадена ситуация или юрисдикция.